# ویلمار اینترنشنال
ویلمار اینترنشنال (به انگلیسی: Wilmar International) شرکت صنایع غذایی سنگاپوری است، که در زمینه تولید و توزیع انواع مواد غذایی و خوراکی، همچنین تولید روغن نخل، انواع مواد شیمیایی و کود فعالیت می‌کند.
شرکت ویلمار اینترنشنال در سال ۱۹۹۱ توسط مارتوا سیتوروس و کوک کهون هنگ تأسیس شد و در حال حاضر دارای ۴۵۰ کارخانه تولیدی و شبکه گسترده توزیع موادغذایی می‌باشد، که ۵۰ کشور جهان را به مرکزیت هند، چین، اندونزی و ویتنام تحت پوشش قرار می‌دهد.
دفتر مرکزی این شرکت در شهر سنگاپور قرار دارد و بخشی از سهام آن در بازار بورس سنگاپور معامله می‌شود. شرکت ویلمار دارای بیش از ۴۰۰ شرکت تابعه است و هم‌اکنون به‌عنوان بزرگترین تولید کننده روغن نخل در جهان شناخته می‌شود.